# Gabriel Gandarillas
Gabriel Gastón Gandarillas (Don Bosco, Argentina, 17 de agosto de 1975) es un futbolista argentino. Juega de mediocampista. Está retirado y jugaba en Sacachispas en la Primera C Argentina.

## Clubes
| Club                 | País      | Año       |
| -------------------- | --------- | --------- |
| Argentino de Quilmes | Argentina | 1996-2000 |
| San Telmo            | Argentina | 2000-2003 |
| Tristán Súarez       | Argentina | 2003-2005 |
| San Telmo            | Argentina | 2005-2008 |
| Almirante Brown      | Argentina | 2008-2010 |
| Los Andes            | Argentina | 2011      |
| Deportes Concepción  | Chile     | 2012      |
| Sacachispas          | Argentina | 2013-2014 |

## Palmarés

### Campeonatos nacionales
| Título                  | Club            | País      | Año     |
| ----------------------- | --------------- | --------- | ------- |
| Primera B Metropolitana | Almirante Brown | Argentina | 2009-10 |

- Datos: Q5515637